# Milos Raonic
Milos Raonic (in cirillico: Милош Раонић?, traslitterato: Miloš Raonić; Podgorica, 27 dicembre 1990) è un tennista canadese, nato in Montenegro.
In singolare ha vinto 8 tornei del circuito maggiore e nei tornei del Grande Slam vanta come miglior risultato la finale di Wimbledon 2016, anno in cui ha anche raggiunto il suo miglior piazzamento in classifica alla 3ª posizione mondiale. Ha disputato e perso quattro finali nei tornei Masters 1000. A partire dal 2017 la sua carriera è stata condizionata da vari infortuni che lo hanno costretto a lunghe convalescenze.
Dotato di un servizio particolarmente potente, detiene il record per numero di ace messi a segno in un incontro di tre set: 47.

## Biografia
Trasferitosi a tre anni da Podgorica (Montenegro) in Canada assieme ai genitori Dusan e Vesna, entrambi ingegneri, parla montenegrino e inglese. Ha una sorella, Jelena, e un fratello, Momir. Lo zio Branimir Gvozdenović è stato ministro dello sviluppo economico e vice-primo ministro nel governo montenegrino. Nell'aprile 2022 Raonic ha sposato in Italia la modella Camille Ringoir.
Ha iniziato a giocare a tennis allenato dal padre quando aveva otto anni, giocando alle sei e mezza di mattina e alle nove di sera, ore in cui l'affitto del campo era molto meno costoso, usando una macchina sparapalle. Nel 2007 inizia ad allenarsi al nuovo Tennis Canada's National Training Centre di Montreal. È tifoso del Real Madrid nel calcio e dei Toronto Raptors nel basket. Il suo idolo da bambino era Pete Sampras. Ha debuttato nella squadra del Canada di Coppa Davis nel marzo del 2010 ed è stato allenato dall'ex tennista professionista Frédéric Niemeyer dal dicembre del 2009, per poi passare sotto la guida dell'ex-tennista spagnolo Galo Blanco verso la fine del 2010.

## Carriera

### Tra gli juniores
Fa la sua prima apparizione nell'ITF Junior Circuit nel 2003 e disputa l'ultimo torneo nell'ottobre 2008, vince i primi titoli nell'ottobre 2006 imponendosi sia in singolare che in doppio in un torneo di Grade 4 canadese. In singolare vincerà in totale tre tornei minori, mentre in doppio vincerà sei tornei tra cui due di Grade 1. Il miglior risultato nei tornei del Grande Slam juniores è la semifinale raggiunta in doppio all'Open di Francia 2008 con Vasek Pospisil, mentre negli altri tornei di Grade A non va oltre i quarti di finale in singolare e in doppio all'Osaka Mayor's Cup del 2008, al suo ultimo impegno  tra gli juniores, risultato con cui raggiunge la 38ª posizione mondiale, suo miglior ranking di categoria.

### 2007-2009, inizi tra i professionisti e primi titoli nei circuiti minori
Disputa i suoi primi tornei tra i professionisti nel 2007 nel circuito ITF Futures e al suo debutto supera il nº 687 del mondo Fabrice Martin. A luglio, al suo quarto impegno, debutta con una sconfitta in un torneo dell'ATP Challenger Tour. Disputa e vince la sua prima finale ITF nel marzo 2008 nel torneo di doppio del Canada F1, e quello stesso mese perde la finale in singolare al Canada F3. A fine stagione inizia a giocare con continuità tra i professionisti e a novembre vince il primo titolo Challenger al torneo di doppio del Men's Rimouski Challenger in coppia con Pospisil. Il primo titolo in singolare arriva nel marzo 2009 al torneo ITF Canada F2 di Montréal. Ad agosto supera per la prima volta le qualificazioni nel circuito maggiore al Masters 1000 di Montréal con i successi sul nº 77 ATP Tejmuraz Gabašvili – primo top 100 sconfitto in carriera – e su Michael Llodra, e viene sconfitto al primo turno in 3 set dal nº 10 del mondo Fernando Gonzalez dopo aver sprecato un match-point..

### 2010, primi quarti di finale in un torneo ATP e top 200
Inizia la nuova stagione con il nuovo allenatore Frédéric Niemeyer, ex-tennista canadese, e a marzo fa il suo esordio nella squadra canadese di Coppa Davis nella sfida con la Colombia, perde entrambi i singolari e vince il doppio assieme al nº 1 del mondo Daniel Nestor. A maggio vince l'ultimo torneo ITF disputato in carriera e abbandona questo circuito dopo aver vinto 4 titoli in singolare e 5 in doppio. A luglio raggiunge la prima finale Challenger in singolare al torneo di Granby e cede in due set a Tobias Kamke. Il mese successivo accede con una wild card al Masters 1000 di Toronto sia in singolare che in doppio assieme a Vasek Pospisil. In singolare esce al primo turno per mano di Victor Hănescu, mentre in doppio sconfiggono Rafael Nadal / Novak Đoković e vengono battuti al turno successivo dai campioni in carica di Wimbledon Jürgen Melzer / Philipp Petzschner.

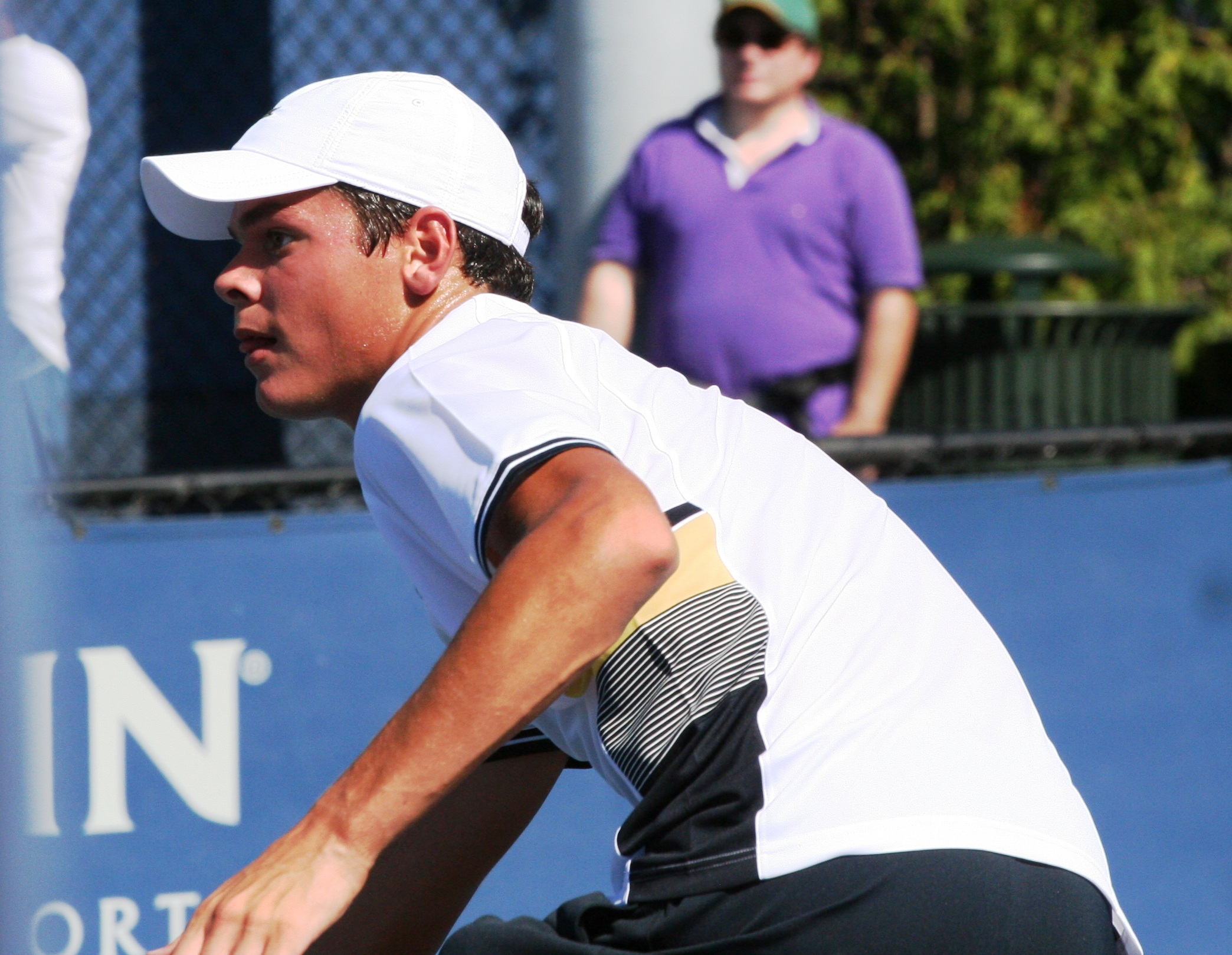
Raonic durante gli US Open 2010.

Supera per la prima volta le qualificazioni in un torneo del grande Slam agli US Open e viene sconfitto da Carsten Ball. Supera le qualificazioni anche all'ATP del Malaysian Open, nel main draw elimina tra gli altri il nº 31 ATP Serhij Stachovs'kyj, si spinge per la prima volta nei quarti di finale e cede a Igor' Andreev. Si qualifica anche al successivo Japan Open, supera quindi Florent Serra e perde al secondo turno contro Nadal, poi vincitore del torneo. Con questi risultati entra nella top 200 e sale al 155º posto mondiale.

### 2011, primo titolo ATP, quarto turno agli Australian Open e 25º nel ranking
Inizia la stagione con il nuovo allenatore Galo Blanco e all'esordio non supera le qualificazioni al torneo di Chennai. Le supera agli Australian Open e si rende protagonista nel tabellone principale con i successi su Björn Phau, Michaël Llodra e soprattutto sul nº10 del mondo Michail Južnyj, diventando il primo qualificato a raggiungere gli ottavi di finale di uno Slam dal 1999.. Viene quindi eliminato dal nº 7 del mondo David Ferrer, al quale strappa un set; con questi risultati fa il suo ingresso in top 100, al 94º posto. Si qualifica anche all'SA Tennis Open di Johannesburg e viene eliminato al secondo turno da Simon Greul dopo aver sconfitto il nº 37 del mondo Lu Yen-hsun. Al successivo SAP Open raggiunge la sua prima finale in carriera e sconfigge il nº9 del mondo Fernando Verdasco dopo due tie-break. Conquista così il suo primo titolo ATP in carriera, migliora il best ranking, e diventa il primo canadese a vincere un titolo ATP dopo Greg Rusedski nel 1999.
Entra con una wild card nel tabellone del successivo torneo di Memphis e al primo turno sconfigge nuovamente Verdasco, in tre set. Nei turni successivi batte Radek Štěpánek, Robert Kendrick e Mardy Fish e, alla sua seconda finale consecutiva, viene sconfitto dall'ex nº 1 del mondo Andy Roddick con il punteggio di 7-6, 6-7, 7-5. A fine torneo sale al 37º posto, la migliore classifica mai raggiunta nel ranking ATP di singolare da un canadese. A Indian Wells esce di scena al terzo turno dopo un match combattuto con la giovane promessa Ryan Harrison. È fra le teste di serie al successivo Masters di Miami e viene subito eliminato da Somdev Devvarman. All'esordio stagionale sulla terra battuta europea al Masters di Monte Carlo viene eliminato al terzo turno dal futuro finalista David Ferrer, ed esce al terzo turno anche a Barcellona, sconfitto da Ivan Dodig. Disputa la prima semifinale in carriera su terra battuta all'Estoril e si ritira nel corso del match con Verdasco; a fine torneo porta il best ranking alla 25ª posizione. Viene eliminato al primo turno nei successivi tornei di Madrid, Roma e al Roland Garros.
Sull'erba di Halle raggiunge i quarti e viene sconfitto dal futuro finalista Philipp Petzschner; nel torneo tedesco raggiunge inoltre con Robin Haase la sua prima finale ATP in doppio, e vengono sconfitti per 9-11 nel terzo set da Rohan Bopanna / Aisam-ul-Haq Qureshi. A Wimbledon arriva al secondo turno, ma nei primi giochi del match contro Gilles Müller cade e si infortuna all'anca. È costretto a operarsi e a saltare tutta la stagione sul cemento americano, inclusi gli US Open. Rientra ai play-off di Coppa Davis contro Israele e perde contro Amir Weintraub, ma il Canada vince la sfida e viene promosso al World Group 2012. Al torneo di Tokyo supera Yūichi Sugita e al secondo turno viene eliminato da Nadal come l'anno precedente. Dopo il secondo turno al Masters di Shanghai, al torneo indoor di Stoccolma perde in semifinale contro Gaël Monfils, poi vincitore del torneo. Chiude la stagione al 31º posto nel ranking mondiale e riceve il premio ATP per il miglior esordiente del 2011.

### 2012, due titoli ATP

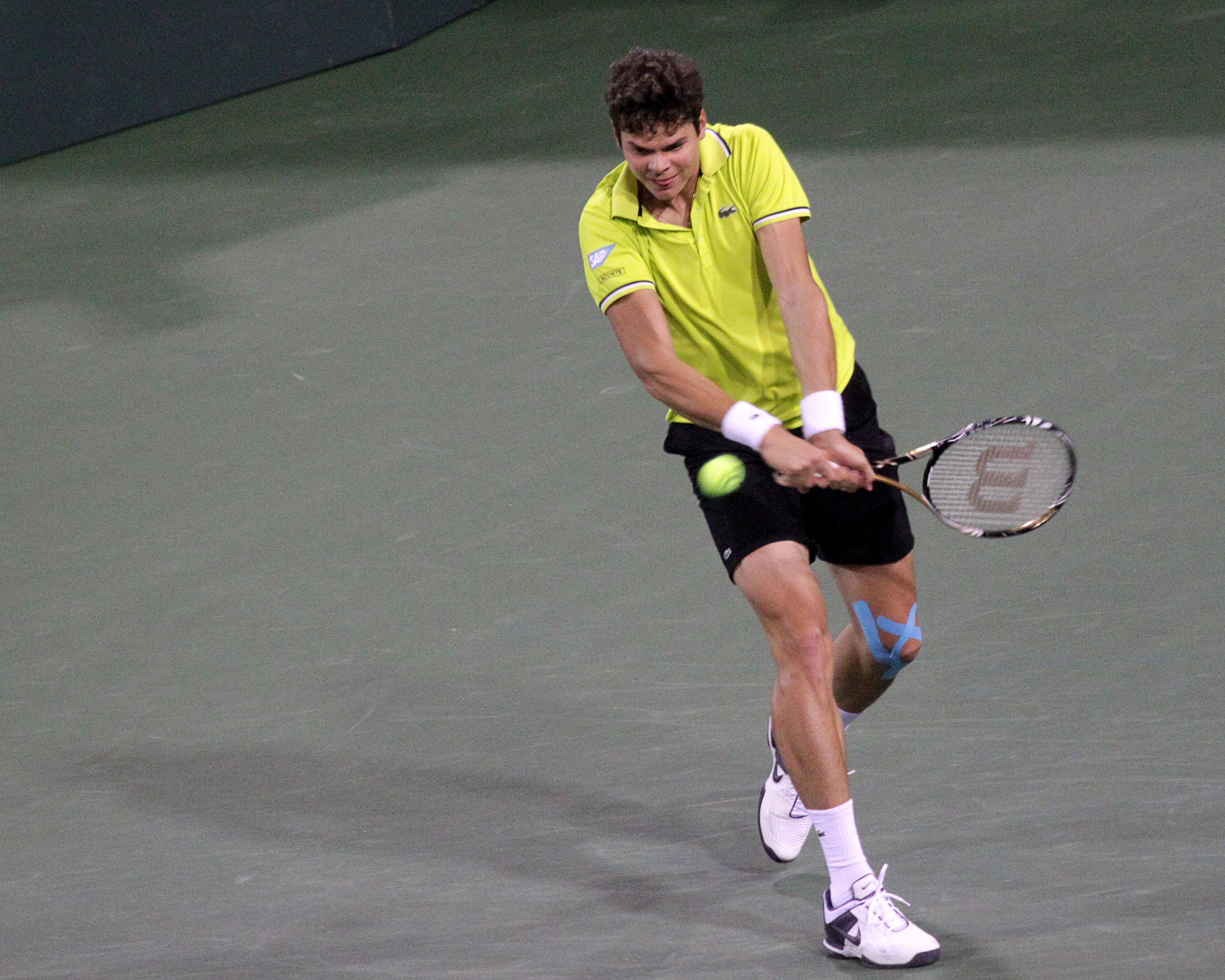
Raonic a Indian Wells 2012.

All'esordio stagionale a Chennai raggiunge la finale senza perdere alcun set e superando in semifinale il nº 10 del mondo Nicolás Almagro. Si aggiudica il suo secondo titolo in carriera battendo 6-7, 7-6, 7-6 il nº 9 del mondo Janko Tipsarević dopo 3 ore e 14 minuti di gioco e dopo aver messo a segno 35 ace.. Agli Australian Open non va oltre il terzo turno, sconfitto in 4 set da Lleyton Hewitt. Si conferma campione a San Jose battendo in finale Denis Istomin per 7-6, 6-2. Raggiunge la finale anche a Memphis e viene sconfitto in due set da Jürgen Melzer, che interrompe la sua striscia di nove vittorie consecutive. Nel primo Masters del 2012 a Indian Wells si arrende al terzo turno all'ex nº 1 Roger Federer dopo aver vinto il primo set. Anche a Miami esce al terzo turno, costretto al ritiro prima del match contro Andy Murray per un infortunio alla caviglia..
Sconfitto al primo turno a Monte Carlo, riprende l'ascesa nel ranking la settimana seguente raggiungendo la semifinale a Barcellona grazie al successo sul nº 4 del mondo Murray e perde contro Ferrer dopo due tie-break. Viene eliminato al tie-break del set decisivo da Federer al secondo turno a Madrid e non supera il primo turno a Roma, mentre al Roland Garros viene sconfitto al terzo turno da Juan Mónaco in 5 set set. Anche nei quarti ad Halle perde nel tie-break del terzo set contro Federer. Non supera il secondo turno a Wimbledon, Newport e al suo debutto olimpico ai Giochi di Londra, dove si arrende per 23-25 nel set decisivo contro Jo-Wilfried Tsonga nel match più lungo mai giocato in precedenza in un torneo olimpico.
Superando Viktor Troicki, vince il suo primo incontro in carriera nel torneo di casa al Canadian Open, dove approda per la prima volta ai quarti in un Masters 1000 e viene sconfitto da Isner; a fine torneo fa il suo ingresso nella top 20. Raggiunge i quarti anche a Cincinnati battendo fra gli altri il nº 7 del mondo Tomáš Berdych e viene eliminato da Wawrinka. Disputa per la seconda volta gli ottavi in una prova del Grande Slam agli US Open e raccoglie solo 10 giochi contro il futuro vincitore Murray. Dopo la sconfitta nei quarti a Bangkok, raggiunge la finale a Tokyo eliminando i top 10 Tipsarević e Murray e viene sconfitto da Kei Nishikori in tre set, risultato che gli consente di chiudere il 2012 con il nuovo best ranking al 13º posto mondiale. Risulta il miglior giocatore stagionale del circuito per giochi conquistati al servizio (93%), per palle break salvate (74%) e punti guadagnati con la prima di servizio (82%). Realizza inoltre 1.002 ace ed è il secondo in questa classifica dietro a John Isner con 1.005.

### 2013, prima finale Masters 1000, due titoli ATP e top 10

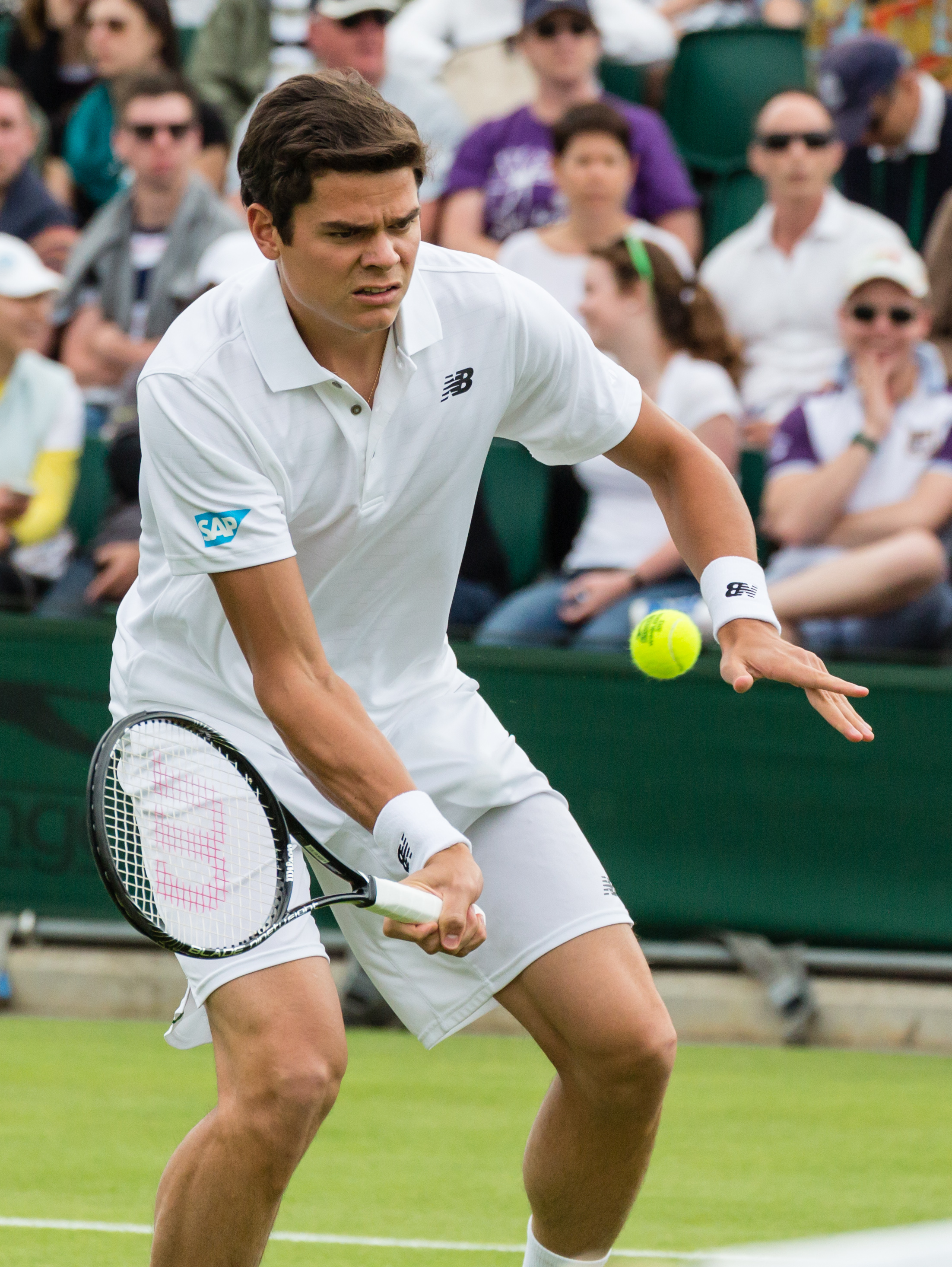
Raonic al Torneo di Wimbledon 2013.

Inizia la stagione con la sconfitta al turno di esordio a Brisbane, mentre si spinge di nuovo fino agli ottavi agli Australian Open e cede in 3 set a Roger Federer. Nella sfida di Coppa Davis vinta con la Spagna a Vancouver supera García López e Ramos Viñolas. Torna da campione in carica a San Jose e raggiunge la terza finale consecutiva nel torneo con i successi su Russel, Istomin e in semifinale Querrey. Supera quindi Tommy Haas in due set e diventa il secondo tennista a vincere questo trofeo per tre volte di fila dopo i successi di Tony Trabert dal 1953 al 1955. Sconfitto a sorpresa al primo turno di Memphis dalla wild card Sock, raggiunge per la prima volta gli ottavi a Indian Wells battendo il nº 12 del mondo Čilić e viene sconfitto in rimonta dal nº 8 Tsonga. È costretto al ritiro per infortunio prima di disputare il terzo turno a Miami.
Ad aprile affronta l'Italia nei quarti di finale di Davis, di nuovo a Vancouver, e con i successi su Seppi e Fognini spinge il Canada allo storico accesso in semifinale, la seconda dopo quella vinta al debutto nella competizione nell'edizione del 1913. Non va oltre il secondo turno a Monte Carlo – dove nel torneo di doppio si spinge in semifinale con Bernard Tomic – mentre a Barcellona raggiunge la semifinale in singolare e viene eliminato da Nadal. Esce al secondo turno anche a Madrid e subisce la terza eliminazione consecutiva al primo turno a Roma, mentre torna a disputare il terzo turno a Parigi. Dopo due eliminazioni al turno di esordio ad Halle e Eastbourne, esce di nuovo al secondo turno a Wimbledon per mano di Sijsling.
Si riscatta a Montréal raggiungendo la prima finale in carriera in un torneo Masters 1000, supera nell'ordine Chardy, Južnyj, il nº 7 del mondo del Potro, Gulbis e in semifinale ha la meglio al tie-break del set decisivo su Pospisil; nel match che assegna il titolo raccoglie solo 4 giochi contro Nadal. A fine torneo sale alla 10ª posizione mondiale, diventando il primo tennista nato negli anni 1990 e il primo canadese di tutti tempi a entrare nella top 10. Raggiunge gli ottavi di finale sia a Cincinnati che agli US Open, dove è protagonista di un match equilibrato vinto in 5 set da Gasquet. Nella semifinale di Coppa Davis persa 3-2 contro la Serbia a Belgrado, vince per 10-8 al quinto set il primo singolare contro Janko Tipsarević e perde quello successivo nel suo primo confronto in carriera con Novak Djoković. Due settimane più tardi conquista il titolo all'ATP 250 di Bangkok dove in semifinale si prende la rivincita sul nº 9 del mondo Gasquet e supera in finale per 7-6, 6-3 il nº 7 Berdych. Gioca la finale anche al successivo torneo di Tokyo e viene sconfitto da del Potro per 7-6, 6-3. Chiude la stagione raggiungendo il terzo turno nei Masters di Shanghai e Parigi e i quarti a Stoccolma.

### 2014, primo titolo ATP 500, primo quarto di finale in uno Slam, prime ATP Finals e 6º nel ranking
Fa il suo esordio stagionale agli Australian Open e viene eliminato al terzo turno da Grigor Dimitrov. Un infortunio alla caviglia lo tiene fuori dal circuito nelle 6 settimane successive. Al suo rientro a Indian Wells sconfigge negli ottavi in rimonta il nº 6 del mondo Andy Murray e nei quarti cede in 2 set a Dolhopolov. Anche a Miami si spinge fino ai quarti di finale e ritrova Rafael Nadal, con il quale non ha mai vinto un set nei precedenti cinque confronti; stavolta Raonic si impone nel primo parziale e cede i 2 successivi.

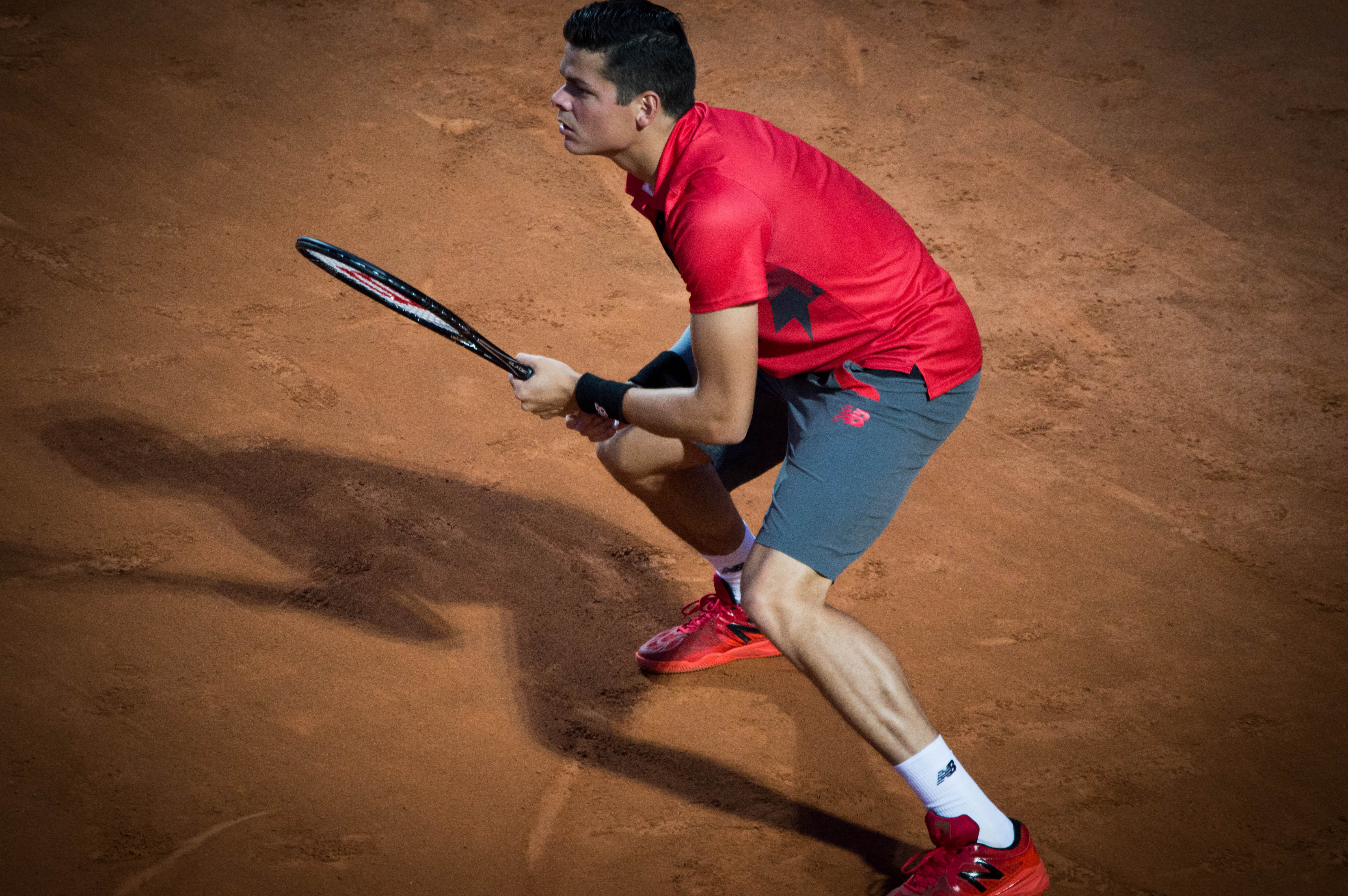
Raonic agli Internazionali d'Italia nel 2014

Arriva a sorpresa nei quarti di finale anche sulla terra rossa di Monte Carlo e viene sconfitto in 2 set dal nº 3 del mondo Wawrinka, risultato con cui sale al 9º posto mondiale. A Madrid esce al terzo turno per mano di Nishikori, mentre a Roma sconfigge tra gli altri il nº 13 ATP Jo-Wilfried Tsonga e cede al nº 2 Đoković per 7-6, 6-7, 3-6. Al terzo turno del Roland Garros supera al quinto set Gilles Simon, con il successo su Marcel Granollers accede per la prima volta ai quarti di finale in una prova del Grande Slam e viene nuovamente sconfitto da Đoković, che si impone in 3 set. Si migliora ulteriormente raggiungendo la semifinale a Wimbledon, dove elimina Ebden, Sock e Kubot e negli ottavi cede il primo set del torneo a Nishikori, che sconfigge al quarto parziale. Nei quarti ha di nuovo la meglio in rimonta su Kyrgios e in semifinale perde in 3 set contro il nº 4 del ranking Roger Federer. A fine torneo approda alla 6ª posizione mondiale.
A Washington vince il primo titolo ATP 500 in carriera, non perde alcun set in tutto il torneo ed elimina in sequenza Sock, Hewitt, Johnson e Young in semifinale; nell'incontro decisivo ha la meglio su Pospisil per 6-1, 6-4. A Montréal non conferma la finale raggiunta nell'edizione precedente ed esce di scena nei quarti per mano di Feliciano López. Si migliora a Cincinnati raggiungendo la semifinale con i successi su Ginepri, Johnson e Fognini e raccoglie solo 5 game contro Federer. Per il terzo anno di seguito si spinge fino al quarto turno agli US Open e viene eliminato da Nishikori, che si impone in rimonta al quinto set. A settembre contribuisce alla permanenza del Canada nel World Group di Davis imponendosi in entrambi i singolari nei play-off vinti contro la Colombia.
Raggiunge per il terzo anno consecutivo la finale a Tokyo e ritrova Nishikori, che lo sconfigge in 3 set. Torna in evidenza a fine stagione raggiungendo la finale anche al Paris Masters, dove sconfigge Sock, il nº 15 ATP Bautista Agut e nei quarti ha la meglio in 2 set sul nº 2 del mondo Federer, che aveva vinto tutti e 6 i precedenti scontri diretti. In semifinale elimina in 3 set il nº 5 Berdych e viene di nuovo sconfitto dal nº 1 del mondo Đoković, che gli concede 5 soli giochi. Per la prima volta in carriera si qualifica alle World Tour Finals di Londra, e dopo le sconfitte subite nei primi due match di round-robin contro Federer e Murray abbandona il torneo a per un infortunio alla coscia.

### 2015, nº 4 del mondo, quarti agli Australian Open e 1 titolo ATP

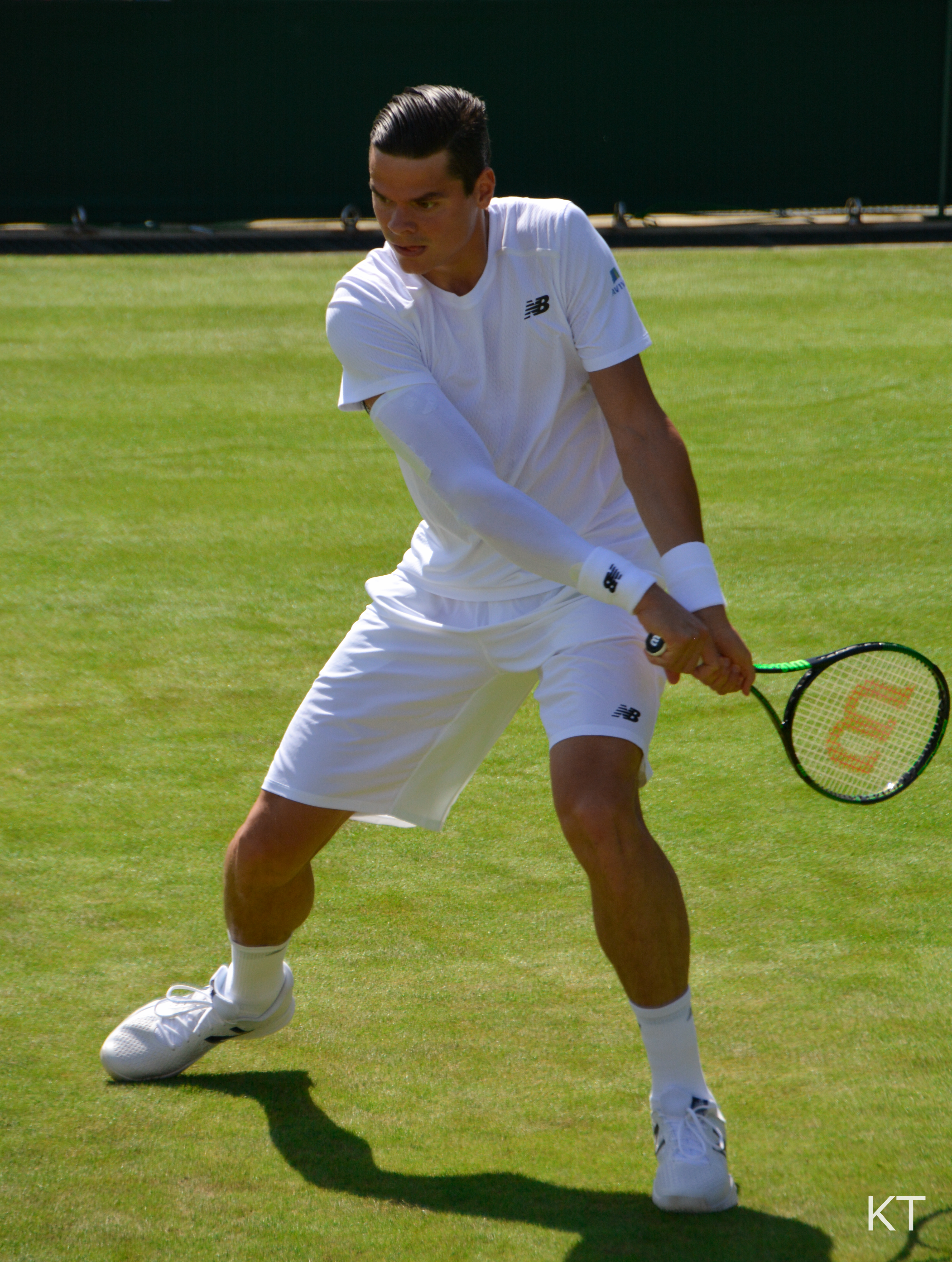
Raonic al Torneo di Wimbledon 2015

La stagione inizia a Brisbane, dove in semifinale elimina Nishikori e in finale cede a Roger Federer in tre set. Raggiunge per la prima volta i quarti di finale agli Australian Open con il successo al quarto turno contro Feliciano López in 5 set, e viene sconfitto da Đoković in 3 parziali. Si spinge in semifinale all'ATP 500 di Rotterdam e viene eliminato da Wawrinka, poi vincitore del torneo. Al primo turno di Davis contro il Giappone supera Tatsuma Itō e perde in 5 set set contro Nishikori. Raggiunge per la prima volta la semifinale a Indian Wells grazie al suo primo successo in carriera nei quarti contro Nadal, che supera al terzo set dopo avergli annullato 3 match ball, e perde contro Federer in 2 set. Esce di scena negli ottavi a Miami, sconfitto in rimonta dopo 3 tie-break da John Isner.
Si spinge fino alla semifinale sia a Monte Carlo – dove è costretto al ritiro nel primo set contro Berdych – che a Madrid, dove viene eliminato da Andy Murray in 2 set. Con questi risultati, l'11 maggio sale per la prima volta alla 4ª posizione mondiale, ma due giorni dopo si opera al piede destro e deve rinunciare a Roma e al Roland Garros. Rientra dopo 5 settimane al Queen's e perde nei quarti contro Gilles Simon. A Wimbledon, dove nel 2014 era giunto alla semifinale, esce al terzo turno per mano dell'emergente Kyrgios. Non ripete i risultati dell'estate precedente neanche nella trasferta americana, viene eliminato al turno di esordio a Montréal e Cincinnati – rispettivamente da Ivo Karlović e Feliciano López – mentre agli US Open viene estromesso al terzo turno di nuovo da López. Si riscatta conquistando il settimo titolo in carriera a San Pietroburgo, raggiunge la finale senza perdere alcun set e sconfigge João Sousa per 6-3 3-6 6-3. Dopo l'eliminazione al terzo turno allo Shanghai Masters, chiude in anticipo la stagione per problemi alla schiena e a fine anno si trova al 14º posto mondiale.

### 2016, finale a Wimbledon, semifinale alle ATP Finals, nº 3 del mondo e 1 titolo ATP

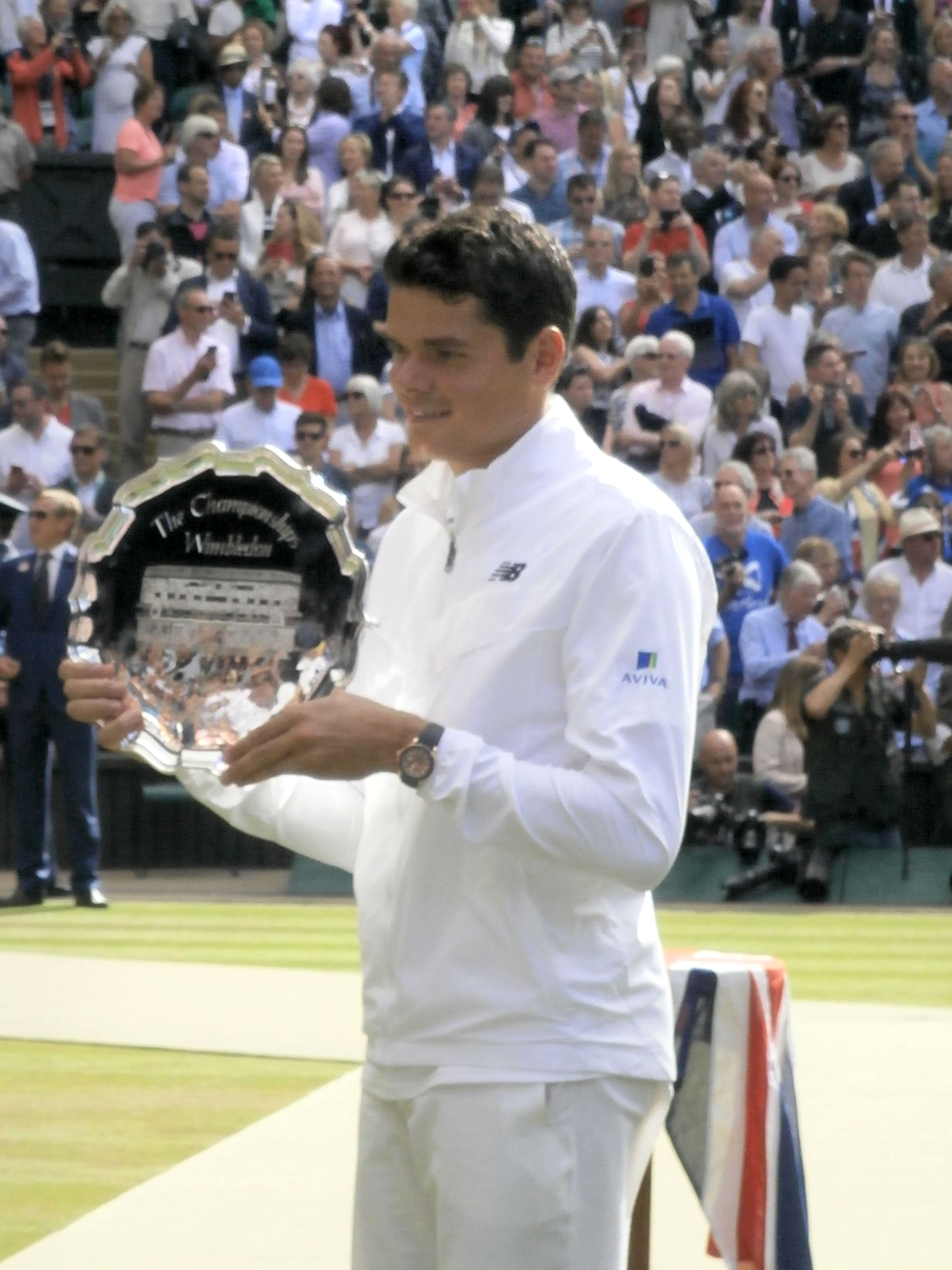
Raonic finalista al Torneo di Wimbledon 2016

La stagione si apre a Brisbane con la replica della finale dell'anno precedente contro Roger Federer,  il canadese si prende la rivincita imponendosi per 6-4 6-4 e coglie l'ottavo alloro della carriera. All'Australian Open supera al quarto turno nel set decisivo il nº 4 del mondo Stan Wawrinka, ha quindi la meglio su Gaël Monfils e approda alla sua seconda semifinale in uno Slam, la prima a Melbourne; cede a Andy Murray dopo essere stato in vantaggio di 2 set a 1 a causa di un infortunio alla gamba patito nel corso del terzo set. Rientra dopo 5 settimane e raggiunge per la terza volta in carriera la finale di un Masters 1000 a Indian Wells, elimina tra gli altri Berdych e Monfils ed è di nuovo Đokovic a negargli la più importante vittoria in carriera, concedendogli due soli giochi. Nei quarti di finale a Miami subisce un'altra sconfitta contro Kyrgios.
Raggiunge i quarti anche a Montecarlo – dove subisce un pesante passivo contro Murray e a fine torneo rientra nella top 10 – e a Madrid, dove viene nuovamente battuto da Đokovic dopo aver eliminato il nº 7 del mondo Tsonga. Non supera il quarto turno al Roland Garros, sconfitto da Albert Ramos Viñolas, mentre arriva in finale al Queen's e cede in tre set a Murray. Diventa il primo uomo canadese a disputare una finale in una prova del Grande Slam a Wimbledon, dove al quarto turno contro David Goffin vince il suo primo incontro in cui era stato sotto di 2 set. Anche in semifinale vince in rimonta per 6-3, 6-7, 4-6, 7-5, 6-3 contro il nº 3 del mondo Roger Federer e nell'incontro decisivo deve nuovamente arrendersi a Andy Murray, che si impone per 6-4, 7-6, 7-6.
Continua a risalire la classifica con i quarti raggiunti a Toronto, persi contro Monfils, e la semifinale a Cincinnati, dove cede di nuovo a Murray dopo aver battuto il nº 9 del mondo Dominic Thiem. Rinuncia invece ai Giochi di Rio de Janeiro. Arrivano quindi le premature eliminazioni agli US Open e a San Pietroburgo e riprende l'ascesa con la semifinale a Pechino, non disputata per un infortunio alla caviglia, e il terzo turno a Shanghai, che lo riportano al 4º posto mondiale. Al Paris Masters supera Tsonga nei quarti e si ritira prima della semifinale con Murray per un problema alla gamba. Recupera nella settimana successiva ed è pronto per disputare le sue seconde ATP Finals in carriera, nelle quali consegue uno dei suoi risultati più prestigiosi raggiungendo la semifinale; vince in due set il primo match contro Monfils, perde quello successivo dopo due tie-break contro Djokovic e supera il round-robin con il successo su Thiem. In semifinale si aggiudica il primo set contro il dominatore della stagione Andy Murray, che lo elimina vincendo i due tie-break successivi e conquisterà il nono titolo della sua stagione migliore. Il 21 novembre Raonic porta il best ranking alla 3ª posizione mondiale.

### 2017, 2 finali ATP, infortuni e uscita dalla top 20

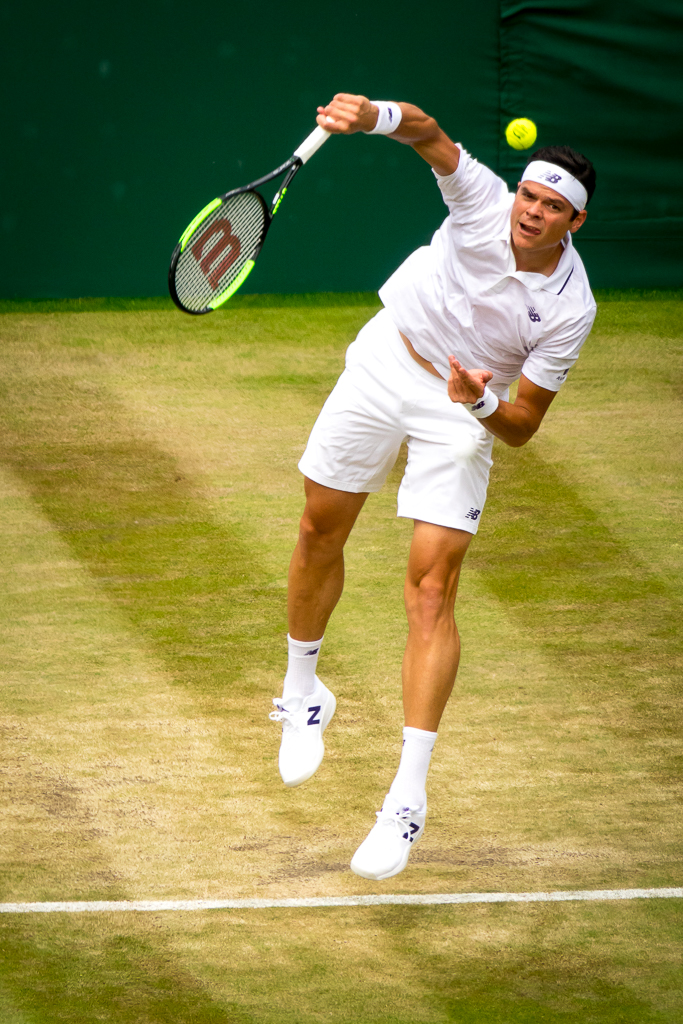
Raonic a Wimbledon nel 2017

La stagione inizia con il successo nei quarti contro Nadal a Brisbane, dove Raonic era campione uscente, e viene sconfitto in semifinale da Grigor Dimitrov. Agli Australian Open supera Bautista Agut e nei quarti Nadal si prende la rivincita imponendosi in 3 set. Torna in campo a Delray Beach e raggiunge la sua ventesima finale in carriera ma si ritira prima di disputarla per un infortunio a una gamba che gli impedisce anche di disputare l'Indian Wells Open. Torna in campo a Miami, ma dopo avere eliminato al secondo turno Viktor Troicki si riacutizza il problema alla gamba, si ritira dal torneo e rinuncia anche al Monte Carlo Masters.
Fa il suo rientro a maggio a Istanbul e raggiunge la seconda finale stagionale – la prima in carriera sulla terra battuta – e viene sconfitto da Marin Čilić per 6-7, 3-6. Eliminato al terzo turno al successivo Madrid Open da David Goffin, agli Internazionali d'Italia raggiunge i quarti di finale con il successo sul nº 13 ATP Tomáš Berdych ed esce di scena per mano di Alexander Zverev. Nella semifinale a Lione Berdych si prende la rivincita dopo 2 tie-break. Al Roland Garros perde al quarto turno per 8-6 nel parziale decisivo contro Pablo Carreño Busta dopo essere stato in vantaggio di 2 set a 1. Inizia la stagione su erba al Queen's e viene clamorosamente sconfitto al primo turno dal nº 698 ATP Thanasi Kokkinakis. A Wimbledon si spinge fino ai quarti con la vittoria in 5 set su Alexander Zverev e cede in tre parziali a Roger Federer.
Si spinge fino ai quarti anche a Washington e perde in due set contro Jack Sock. Si infortuna al polso durante il Masters di Montreal e viene eliminato al turno di esordio; a fine torneo si sottopone a un piccolo intervento chirurgico. Deve stare quasi due mesi lontano dalle competizioni e già il 21 agosto esce dalla top 10. Torna a giocare in ottobre a Tokyo e si infortuna nuovamente durante il match di secondo turno, questa volta al muscolo del polpaccio, lesione con cui pone fine alla stagione, Chiude la stagione alla 24ª posizione mondiale e, per la prima volta dopo 6 anni, senza aver vinto alcun titolo.

### 2018, 1 finale ATP, quarti a Wimbledon e ritorno in top 20
Apre il 2018 con le clamorose eliminazioni al turno di esordio a Brisbane e agli Australian Open. Al rientro dopo 1 mese non va oltre il secondo turno a Delray Beach e scende alla 40ª posizione mondiale, la peggiore degli ultimi 7 anni. Inizia la collaborazione con il coach Goran Ivanišević a Indian Wells, raggiunge subito la semifinale a Indian Wells e viene sconfitto dal futuro vincitore del torneo Juan Martín del Potro, che lo elimina anche nei quarti al successivo Miami Open. Si infortuna al ginocchio destro a Monte Carlo e si ritira prima di disputare il match di terzo turno. Rientra tre settimane dopo a Madrid e viene sconfitto al terzo turno dal connazionale Denis Shapovalov; il ginocchio gli fa ancora male e rinuncia agli Internazionali d'Italia e al Roland Garros. Il 21 maggio, lo stesso Shapovalov lo supera nel ranking, dopo che per anni Raonic era stato il nº 1 canadese.
Ritorna in campo a Stoccarda, dove supera tra gli altri i top 20 Berdych e Pouille e viene sconfitto in finale da Roger Federer per 4-6, 6-7. Si ritira anche durante il torneo del Queen's per il problema al ginocchio; dopo una settimana di stop si spinge fino ai quarti di finale a Wimbledon e cede in 4 set al nº 10 ATP John Isner. Nonostante l'eliminazione al secondo turno a Toronto, a fine torneo torna a essere il nº 1 canadese. A Cincinnati raggiunge ancora una volta i quarti di finale con il successo su Shapovalov e viene sconfitto da Novak Đoković dopo aver vinto il primo set. Elimina Wawrinka agli US Open e nei quarti di finale viene di nuovo sconfitto da Isner, che si impone in 5 set. Il miglior risultato di fine stagione sono i quarti di finale a Tokyo, e a novembre risale alla 18ª posizione mondiale. Un infortunio al gomito lo costringe al ritiro durante il Paris Masters.

### 2019, quarti agli Australian Open e nuovi infortuni
Eliminato nei quarti a Brisbane, agli Australian Open supera Nick Kyrgios, Stan Wawrinka e al quarto turno il nº 4 del mondo Alexander Zverev, sconfitto in tre set; esce di scena nei quarti per mano della rivelazione del torneo Lucas Pouille. Nei tornei successivi non ottiene buoni risultati, dopo un solo anno si separa da Ivanišević e si affida alle cure di Fabrice Santoro prima di Indian Wells, dove raggiunge la semifinale come l'anno precedente e viene eliminato in 3 set da Dominic Thiem. Un nuovo infortunio al ginocchio destro gli fa rinunciare all'intera stagione sulla terra battuta, rientra sull'erba di Stoccarda e si ritira prima della semifinale per un problema alla schiena. Raggiunge comunque i quarti al successivo torneo del Queen's e il quarto turno a Wimbledon, dove cede 6-8 al quinto set a Guido Pella dopo aver vinto i primi 2 parziali. Si riacutizza il mal di schiena a Montréal e si ritira durante il match di secondo turno. Nel finale di stagione si aggiungono problemi a un'anca e a un gluteo e gioca senza successo solo altri tre tornei tra cui la Laver Cup, dove alla sua prima apparizione perde entrambi gli incontri disputati.

### 2020, quarti agli Australian Open e finale a Cincinnati
Eliminato all'esordio a Doha, raggiunge i quarti senza perdere alcun set agli Australian Open, elimina tra gli altri il ventunenne nº 6 del mondo Stefanos Tsitsipas e subisce contro Novak Đoković la 10ª sconfitta su altrettanti incontri disputati. Spreca un match-point e perde quindi al terzo set in semifinale a Delray Beach contro Reilly Opelka. Dopo la lunga pausa del tennis mondiale per il COVID-19, torna a giocare ad agosto al Cincinnati Open, perde il primo set del torneo nei quarti e vince dopo aver salvato un match-point contro Filip Krajinović. Raggiunge la sua prima finale dopo 2 anni e quarta in un Masters 1000 battendo nuovamente Tsitsipas e viene sconfitto da Đoković dopo aver vinto il primo set. Non supera il secondo turno agli US Open e agli Internazionali d'Italia, mentre raggiunge la semifinale a San Pietroburgo senza perdere alcun set e viene sconfitto da Borna Ćorić. Grazie ai quarti di finale ad Anversa e alla semifinale al Masters di Parigi – persa contro Daniil Medvedev – chiude la stagione al 14º posto del ranking.

### 2021-2022, infortuni e lunga convalescenza
Fa il suo esordio stagionale all'ATP Cup, nella sfida con la Serbia sconfigge Dušan Lajović e perde il doppio decisivo assieme a Denis Shapovalov. Supera quindi Jan-Lennard Struff, ma la sconfitta di Denis Shapovalov con Alexander Zverev decreta l'eliminazione del Canada. Agli Australian Open si spinge fino agli ottavi di finale e cede nuovamente a Novak Đokovic. Perde agli ottavi anche al Masters di Miami contro Hubert Hurkacz e inizia una convalescenza per un problema al polpaccio. Torna in campo a fine luglio ad Atlanta e perde al primo turno contro Brandon Nakashima al tie-break del terzo set. Al problema al polpaccio si aggiunge per la prima volta il dolore al tendine di Achille, sceglie di non operarsi e di curarsi con il riposo e la riabilitazione. Pone quindi subito fine alla stagione e inizia una nuova lunga convalescenza. Nel gennaio 2022 esce dalla top 100 e nell'agosto successivo esce dal ranking. Qualche giorno dopo il matrimonio, quando sembra in via di guarigione, nell'aprile 2022 si rompe un alluce, in seguito si procura un nuovo infortunio allo stesso piede e deve prolungare la convalescenza.

### 2023, ritorno alle competizioni
Torna alle competizioni nell'estate del 2023 con l'obiettivo di giocare almeno il torneo di Wimbledon e il Masters di Toronto. A quasi due anni dall'ultimo incontro disputato, fa il suo rientro nel giugno 2023 con il protected ranking sull'erba del Rosmalen Open, batte all'esordio il nº 39 ATP Miomir Kecmanović ed esce di scena al secondo turno per mano di Jordan Thompson. Dopo la rinuncia al Queen's per un infortunio alla spalla, allo Slam londinese supera Dennis Novak e viene eliminato al secondo turno in quattro set dal nº 15 del mondo Tommy Paul. Rinuncia agli impegni successivi per preparare il Masters di Toronto, dove al primo turno elimina in 3 set il nº 10 del mondo Frances Tiafoe, nella sua prima vittoria contro un top 10 dopo quella contro Tsitsipas al Cincinnati Open 2020. Al terzo turno raccoglie solo 6 giochi contro Mackenzie McDonald. Agli US Open il sorteggio gli mette di fronte al primo turno la testa di serie nº 7 Stefanos Tsitsipas, che gli concede 9 soli giochi. Torna a giocare nel circuito dopo quasi tre mesi nei quarti di finale di Coppa Davis e conquista l'unico punto del Canada nella sfida persa contro la Finlandia.

### 2024-2025
Nei primi mesi del 2024 fa solo alcune rare e sfortunate apparizioni nel circuito, fa il suo esordio stagionale agli Australian Open e si ritira al primo turno sul punteggio di 1 set pari contro Alex de Minaur. Si ritira anche durante il match di terzo turno al successivo Rotterdam Open dopo aver eliminato Alexander Bublik. All'Indian Wells Open dà forfait per infortunio dopo aver superato il primo turno e si prende una nuova pausa. Torna a giocare al Rosmalen Open ed esce di scena nei quarti di finale. Al primo turno dei successivi Queen's Club Championships, nel match contro Cameron Norrie, stabilisce il record di 47 ace in un match sui tre set, superando il precedente record di 45 fissato da Ivo Karlović.
Gli viene negata una wild-card per il tabellone principale di Wimbledon e rifiuta di giocare le qualificazioni. Fa il suo rientro a fine luglio ai Giochi olimpici di Parigi, viene schierato in singolare e in doppio ed esce al primo turno in entrambi i tornei. Un problema a una spalla gli fa rinunciare alla prevista partecipazione al Canadian Open e continua l'inattività anche nel finale di stagione e nella prima parte di quella successiva.

## Stile di gioco
Colpisce di dritto con la destra e di rovescio a due mani. Il suo gioco è basato soprattutto su un potente e preciso servizio (con cui supera solitamente i 220–225 km/h), e si adatta bene alle superfici veloci. Allenato fino a prima del Roland Garros 2013 dall'ex tennista spagnolo Galo Blanco, successivamente viene seguito dall'ex tennista croato Ivan Ljubičić, sotto la cui guida raggiunge la top-10. Attualmente è allenato da Mario Tudor.

## Statistiche

### Singolare

#### Vittorie (8)
| Legenda              |
| Grande Slam (0)      |
| ATP Finals (0)       |
| ATP Masters 1000 (0) |
| ATP Tour 500 (1)     |
| ATP Tour 250 (7)     |

| N. | Data              | Torneo                                    | Superficie  | Avversario in finale | Punteggio              |
| 1. | 13 febbraio 2011  | Pacific Coast Championships, San Jose     | Cemento (i) | Fernando Verdasco    | 7-6(6), 7-6(5)         |
| 2. | 8 gennaio 2012    | Chennai Open, Chennai                     | Cemento     | Janko Tipsarević     | 6(4)-7, 7-6(4), 7-6(4) |
| 3. | 19 febbraio 2012  | Pacific Coast Championships, San Jose (2) | Cemento (i) | Denis Istomin        | 7-6(3), 6-2            |
| 4. | 17 febbraio 2013  | Pacific Coast Championships, San Jose (3) | Cemento (i) | Tommy Haas           | 6-4, 6-3               |
| 5. | 29 settembre 2013 | Thailand Open, Bangkok                    | Cemento (i) | Tomáš Berdych        | 7-6(4), 6-3            |
| 6. | 3 agosto 2014     | Washington Open, Washington               | Cemento     | Vasek Pospisil       | 6-1, 6-4               |
| 7. | 27 settembre 2015 | St. Petersburg Open, San Pietroburgo      | Cemento (i) | João Sousa           | 6-3, 3-6, 6-3          |
| 8. | 10 gennaio 2016   | Brisbane International, Australia         | Cemento     | Roger Federer        | 6-4, 6-4               |

#### Finali perse (15)
| Legenda              |
| Grande Slam (1)      |
| ATP Finals (0)       |
| ATP Masters 1000 (4) |
| ATP Tour 500 (6)     |
| ATP Tour 250 (4)     |

| N.  | Data             | Torneo                                          | Superficie  | Avversario in finale  | Punteggio            |
| 1.  | 20 febbraio 2011 | U.S. National Indoor Championships, Memphis (1) | Cemento (i) | Andy Roddick          | 7-6(7), 6(11)-7, 5-7 |
| 2.  | 26 febbraio 2012 | U.S. National Indoor Championships, Memphis (2) | Cemento (i) | Jürgen Melzer         | 5-7, 6(4)-7          |
| 3.  | 7 ottobre 2012   | Japan Open Championships, Tokyo (1)             | Cemento     | Kei Nishikori         | 6(5)-7, 6-3, 0-6     |
| 4.  | 11 agosto 2013   | Canadian Open, Montréal                         | Cemento     | Rafael Nadal          | 2-6, 2-6             |
| 5.  | 6 ottobre 2013   | Japan Open Championships, Tokyo (2)             | Cemento     | Juan Martín del Potro | 6(5)-7, 5-7          |
| 6.  | 5 ottobre 2014   | Japan Open Championships, Tokyo (3)             | Cemento     | Kei Nishikori         | 6(5)-7, 6-4, 4-6     |
| 7.  | 2 novembre 2014  | Paris Masters, Parigi                           | Cemento (i) | Novak Đoković         | 2-6, 3-6             |
| 8.  | 11 gennaio 2015  | Brisbane International, Brisbane                | Cemento     | Roger Federer         | 4-6, 7-6(2), 4-6     |
| 9.  | 20 marzo 2016    | Indian Wells Open, Indian Wells                 | Cemento     | Novak Đoković         | 2-6, 0-6             |
| 10. | 19 giugno 2016   | Queen's Club Championships, Londra              | Erba        | Andy Murray           | 7-6(5), 4-6, 3-6     |
| 11. | 10 luglio 2016   | Torneo di Wimbledon, Londra                     | Erba        | Andy Murray           | 4-6, 6(3)-7, 6(2)-7  |
| 12. | 26 febbraio 2017 | Delray Beach Open, Delray Beach                 | Cemento     | Jack Sock             | Walkover             |
| 13. | 7 maggio 2017    | Istanbul Open, Istanbul                         | Terra rossa | Marin Čilić           | 6(3)-7, 3-6          |
| 14. | 17 giugno 2018   | Stuttgart Open, Stoccarda                       | Erba        | Roger Federer         | 4-6, 6(3)-7          |
| 15. | 29 agosto 2020   | Cincinnati Open, Cincinnati                     | Cemento     | Novak Đoković         | 6-1, 3-6, 4-6        |

### Doppio

#### Finali perse (1)
| Legenda              |
| Grande Slam (0)      |
| ATP Finals (0)       |
| ATP Masters 1000 (0) |
| ATP Tour 500 (0)     |
| ATP Tour 250 (1)     |

| N. | Data           | Torneo            | Superficie | Compagno    | Avversari in finale                | Punteggio           |
| 1. | 12 giugno 2011 | Halle Open, Halle | Erba       | Robin Haase | Rohan Bopanna Aisam-ul-Haq Qureshi | 6(8)–7, 6–3, [9–11] |

### Tornei minori

#### Singolare

##### Vittorie (4)
| Legenda tornei minori   |
| ATP Challenger Tour (0) |
| ITF Futures (4)         |

| N. | Data           | Torneo                | Superficie  | Avversario in finale | Punteggio           |
| 1. | 9 marzo 2009   | Canada F2 (Montréal)  | Cemento (i) | Grégoire Burquier    | 6–3, 6–4            |
| 2. | 24 agosto 2009 | Thailand F2 (Bangkok) | Cemento     | Laurent Rochette     | 6(1)–7, 7–6(1), 7–5 |
| 3. | 19 aprile 2010 | Korea F2 (Taegu)      | Cemento     | Hiroki Kondo         | 6–1, 6–1            |
| 4. | 3 maggio 2010  | Korea F4 (Gimcheon)   | Cemento     | Max Raditschnigg     | 6–4, 6–4            |

##### Finali perse (4)
| Legenda (Singolare) |
| Challengers (1)     |
| Futures (3)         |

| N. | Data           | Torneo                       | Superficie  | Avversario in finale      | Punteggio     |
| 1. | 17 marzo 2008  | Canada F3 (Sherbrooke)       | Cemento (i) | Enrico Iannuzzi           | 5–7, 6(4)–7   |
| 2. | 17 agosto 2009 | Thailand F1 (Nonthaburi)     | Cemento     | Kittipong Wachiramanowong | 6–3, 4–6, 3–6 |
| 3. | 15 marzo 2010  | Canada F3 (Sherbrooke)       | Cemento (i) | Vasek Pospisil            | 4–6, 6–4, 3–6 |
| 4. | 26 luglio 2010 | Challenger de Granby, Granby | Cemento     | Tobias Kamke              | 3–6, 6(4)–7   |

### Risultati in progressione
| V | F | SF | QF | #T | RR | Q# | A | Z# | PO | O | F-A | SF-B | ND |

(V) Torneo vinto; raggiunto (F) finale, (SF) semifinale, (QF) quarti di finale, (#T) turni 4, 3, 2, 1; (RR) round - robin; (Q#) Turno di qualificazione; (A) assente dal torneo; (Z#) Zona gruppo Coppa Davis/Fed Cup (con indicazione numero); (PO) play-off Coppa Davis o Fed Cup; vinto un (O) oro, (F-A) argento o (SF-B) bronzo ai Giochi Olimpici; (ND) torneo non disputato.
- Aggiornati al 16 luglio 2023.

| Torneo                  | 2009          | 2010          | 2011          | 2012  | 2013          | 2014          | 2015          | 2016  | 2017          | 2018          | 2019          | 2020          | 2021          | 2022          | 2023          | 2024 | Titoli | V-S     |
| Grande Slam             |               |               |               |       |               |               |               |       |               |               |               |               |               |               |               |      |        |         |
| Australian Open         | A             | A             | 4T            | 3T    | 4T            | 3T            | QF            | SF    | QF            | 1T            | QF            | QF            | 4T            | A             | A             | 1T   | 0 / 12 | 34-12   |
| Roland Garros           | A             | A             | 1T            | 3T    | 3T            | QF            | A             | 4T    | 4T            | A             | A             | A             | A             | A             | A             | A    | 0 / 6  | 14-6    |
| Wimbledon               | A             | A             | 2T            | 2T    | 2T            | SF            | 3T            | F     | QF            | QF            | 4T            | ND            | A             | A             | 2T            | A    | 0 / 10 | 28-10   |
| US Open                 | A             | 1T            | A             | 4T    | 4T            | 4T            | 3T            | 2T    | A             | 4T            | A             | 2T            | A             | A             | 1T            | A    | 0 / 9  | 16-9    |
| Titoli                  | 0             | 0             | 0             | 0     | 0             | 0             | 0             | 0     | 0             | 0             | 0             | 0             | 0             | 0             | 0             | 0    | 0 / 37 | N/A     |
| V/S                     | 0–0           | 0–1           | 4–3           | 8–4   | 9-4           | 14-4          | 8-3           | 15-4  | 11-3          | 7-3           | 7-2           | 5-2           | 3–1           | 0–0           | 1–2           | N/A  | 0–1    | 92-37   |
| ATP Finals              |               |               |               |       |               |               |               |       |               |               |               |               |               |               |               |      |        |         |
| ATP Finals              | A             | A             | A             | A     | A             | RR            | A             | SF    | A             | A             | A             | A             | A             | A             | A             | A    | 0 / 2  | 2-4     |
| Titoli                  | 0             | 0             | 0             | 0     | 0             | 0             | 0             | 0     | 0             | 0             | 0             | 0             | 0             | 0             | 0             | 0    | 0 / 2  | N/A     |
| V/S                     | 0–0           | 0-0           | 0-0           | 0-0   | 0-0           | 0-2           | 0-0           | 2-2   | 0-0           | 0–0           | 0-0           | 0-0           | 0–0           | 0-0           | 0-0           | N/A  | 0-0    | 2-4     |
| ATP Tour Masters 1000   |               |               |               |       |               |               |               |       |               |               |               |               |               |               |               |      |        |         |
| Indian Wells            | A             | A             | 3T            | 3T    | 4T            | QF            | SF            | F     | A             | SF            | SF            | ND            | A             | A             | A             | 2T   | 0 / 9  | 24-8    |
| Miami                   | A             | A             | 2T            | 3T    | 3T            | QF            | 4T            | QF    | 3T            | QF            | 3T            | ND            | 4T            | A             | A             | A    | 0 / 10 | 16-7    |
| Monte Carlo             | A             | A             | 3T            | 1T    | 2T            | QF            | QF            | QF    | A             | 3T            | A             | ND            | A             | A             | A             | A    | 0 / 7  | 12-6    |
| Madrid                  | A             | A             | 1T            | 2T    | 2T            | 3T            | QF            | QF    | 3T            | 3T            | A             | ND            | A             | A             | A             | A    | 0 / 8  | 11-8    |
| Roma                    | A             | A             | 1T            | 1T    | 1T            | SF            | A             | 2T    | QF            | A             | A             | 2T            | A             | A             | A             | A    | 0 / 7  | 7-7     |
| Montréal / Toronto      | 1T            | 1T            | A             | QF    | F             | QF            | 2T            | QF    | 2T            | 2T            | 2T            | ND            | A             | A             | 3T            | A    | 0 / 11 | 14-11   |
| Cincinnati              | A             | A             | A             | QF    | 3T            | SF            | 1T            | SF    | A             | QF            | A             | F             | A             | A             | A             | A    | 0 / 7  | 19-7    |
| Shanghai                | A             | A             | 2T            | 2T    | 3T            | 2T            | 3T            | 3T    | A             | 1T            | A             | Non disputato | Non disputato | Non disputato | A             | A    | 0 / 7  | 7-7     |
| Parigi                  | A             | A             | 1T            | 3T    | 3T            | F             | A             | SF    | A             | 2T            | 2T            | SF            | A             | A             | A             | A    | 0 / 8  | 15-6    |
| Titoli                  | 0             | 0             | 0             | 0     | 0             | 0             | 0             | 0     | 0             | 0             | 0             | 0             | 0             | 0             | 0             | 0    | 0 / 74 | N/A     |
| V/S                     | 0–1           | 0–1           | 5–7           | 9-8   | 14-8          | 21-9          | 12-7          | 24-8  | 4–3           | 15-6          | 6–4           | 10–3          | 2–1           | 0–0           | 2–1           | 1–0  | 125-67 | N/A     |
| Giochi Olimpici         |               |               |               |       |               |               |               |       |               |               |               |               |               |               |               |      |        |         |
| Giochi Olimpici         | Non disputati | Non disputati | Non disputati | 2T    | Non disputati | Non disputati | Non disputati | A     | Non disputati | Non disputati | Non disputati | Non disputati | A             | Non disputati | Non disputati | 1T   | 0 / 2  | 1-2     |
| Coppa Davis             |               |               |               |       |               |               |               |       |               |               |               |               |               |               |               |      |        |         |
| Gruppo I Zona Americana | A             | ZA1 2T        | ZA1 2T        | A     | A             | A             | A             | A     | A             | A             | A             | A             | A             | A             | A             |      | 0 / 2  | 3-2     |
| Gruppo Mondiale         | A             | A             | PO            | PO    | SF            | PO            | QF            | A     | A             | PO            | A             | A             | A             | A             | QF            |      | 0 / 7  | 14-3    |
| Statistiche carriera    |               |               |               |       |               |               |               |       |               |               |               |               |               |               |               |      |        |         |
| Tornei ATP disputati    | 1             | 4             | 19            | 23    | 23            | 20            | 16            | 19    | 14            | 18            | 13            | 10            | 4             | 0             | 4             | 5    | N/A    | 193     |
| Finali ATP disputate    | 0             | 0             | 2             | 4     | 4             | 3             | 2             | 4     | 2             | 1             | 0             | 1             | 0             | 0             | 0             | 0    | N/A    | 23      |
| Tornei ATP vinti        | 0             | 0             | 1             | 2     | 2             | 1             | 1             | 1     | 0             | 0             | 0             | 0             | 0             | 0             | 0             | 0    | N/A    | 8       |
| V/S                     | 0-1           | 4-6           | 31-19         | 45-20 | 45-21         | 49-20         | 33-16         | 52-17 | 29-12         | 32-15         | 22-14         | 23-9          | 7-5           | 0-0           | 5-4           | 6-4  | N/A    | 383-183 |
| Vittorie (%)            | 0%            | 40%           | 62%           | 69%   | 68%           | 71%           | 67%           | 75%   | 71%           | 68%           | 61%           | 72%           | 58%           | –             | 56%           | 60%  | N/A    | 68%     |
| Ranking di fine anno    | 373           | 156           | 31            | 13    | 11            | 8             | 14            | 3     | 24            | 18            | 31            | 14            | 70            | –             | 317           |      | N/A    | N/A     |

### Testa a testa con giocatori classificati top-10
Testa a testa di Raonic contro giocatori che sono stati top 10 della classifica mondiale. In grassetto i giocatori ancora in attività.
- Tabella aggiornata al 12 luglio 2017 a eccezione dei testa a testa con Djokovic, aggiornati al 29 agosto 2020.

| Avversario            | Miglior ranking | Incontri | Vittorie | Sconfitte | V %    | Ultimo incontro                                                              |
| --------------------- | --------------- | -------- | -------- | --------- | ------ | ---------------------------------------------------------------------------- |
| Lleyton Hewitt        | 1               | 2        | 1        | 1         | 50%    | Vinto (7-67-1, 7-67-3), Washington Open 2014 3T                              |
| Roger Federer         | 1               | 13       | 3        | 10        | 23.08% | Perso (4-6, 2-6, 6(4)–7), Wimbledon 2017 4T                                  |
| Rafael Nadal          | 1               | 9        | 2        | 7         | 22.22% | Perso (4-6, 6(7)–7, 4-6), Australian Open 2017 QF                            |
| Andy Roddick          | 1               | 1        | 0        | 1         | 0%     | Perso (6(7)–7, 7–6(11), 5-7), US National Indoor Tennis Championships 2011 F |
| Novak Đoković         | 1               | 11       | 0        | 11        | 0%     | Perso (6–1, 3–6, 4–6), Cincinnati Masters 2020 QF                            |
| Andy Murray           | 1               | 12       | 3        | 9         | 25%    | Perso (7–5, 6(5)–7, 6(9)–7), ATP World Tour Finals 2016 SF                   |
| Tommy Haas            | 2               | 3        | 3        | 0         | 100%   | Vinto (6-4, 6-3), Roma 2017 2T                                               |
| David Nalbandian      | 3               | 1        | 1        | 0         | 100%   | Vinto (6-4, 6-4), Madrid Open 2012 1T                                        |
| Nikolaj Davydenko     | 3               | 1        | 1        | 0         | 100%   | Vinto (7-5, 7–6(5)), Madrid Open 2013 1T                                     |
| Stan Wawrinka         | 3               | 5        | 1        | 4         | 20%    | Vinto (6-4, 6-3, 5-7, 4-6, 6-3), Australian Open 2016 4T                     |
| David Ferrer          | 3               | 4        | 0        | 4         | 0%     | Perso (6(2)–7, 6(5)–7), Barcelona Open 2012 SF                               |
| James Blake           | 4               | 2        | 2        | 0         | 100%   | Vinto (6-3, 6-0, 7–6(3)), US Open 2012 3T                                    |
| Tomáš Berdych         | 4               | 8        | 5        | 3         | 62.5%  | Perso (6(5)–7, 6(2)–7), Lione 2017 SF                                        |
| Juan Martín del Potro | 4               | 3        | 2        | 1         | 66.67% | Vinto (6-3, 7–6(6)), Delray Beach 2017 SF                                    |
| Kei Nishikori         | 4               | 7        | 2        | 5         | 28.57% | Perso (6-3, 3-6, 4-6, 6-2, 4-6), Coppa Davis 2015 1T                         |
| Tommy Robredo         | 5               | 6        | 6        | 0         | 100%   | Vinto (7–6(6), 7–6(5), 7-5), 'Australian Open 2016 2T                        |
| Jo-Wilfried Tsonga    | 5               | 5        | 3        | 2         | 60%    | Vinto (6–2, 7–6(4)), Paris Masters 2016 QF                                   |
| Fernando González     | 5               | 1        | 0        | 1         | 0%     | Perso (6-4, 6(6)–7, 4-6), Canadian Open 2009 1T                              |
| Gilles Simon          | 6               | 5        | 4        | 1         | 80%    | Vinto (6-2, 7–6(5), 3-6, 6-3), Australian Open 2017 3T                       |
| Mardy Fish            | 7               | 2        | 2        | 0         | 100%   | Vinto (7-5, 6-4), Indian Wells Open 2011 2T                                  |
| Richard Gasquet       | 7               | 4        | 3        | 1         | 75%    | Vinto (6-4, 6(5)–7, 6-1), Queen's 2015 2T                                    |
| Fernando Verdasco     | 7               | 7        | 4        | 3         | 57.14% | Vinto (6-2, 6-4, 6(5)–7, 7–6(1)), US Open 2015 2T                            |
| Gaël Monfils          | 7               | 6        | 3        | 3         | 50%    | Vinto (6–3, 6–4), ATP World Tour Finals 2016 RR                              |
| Marin Čilić           | 7               | 3        | 1        | 2         | 33.33% | Perso (3-6, 6-4, 6-3), Istanbul 2017 F                                       |
| Dominic Thiem         | 7               | 2        | 2        | 0         | 100%   | Vinto (7–6(5), 6–3), ATP World Tour Finals 2016 RR                           |
| Janko Tipsarević      | 8               | 5        | 5        | 0         | 100%   | Vinto (6-3, 6-2, 7–6(5)), Open di francia 2016 1T                            |
| Radek Štěpánek        | 8               | 3        | 3        | 0         | 100%   | Vinto (6-4, 6-4), Japan Open 2012 1T                                         |
| Michail Južnyj        | 8               | 4        | 3        | 1         | 75%    | Vinto (3-6, 7–6(7), 6-4, 7-5), Wimbledon 2017 2T                             |
| Marcos Baghdatis      | 8               | 3        | 2        | 1         | 66.67% | Vinto (6(3)–7, 3-6), Cincinnati Masters 2012 2T                              |
| Jürgen Melzer         | 8               | 2        | 1        | 1         | 50%    | Vinto (6-4, 6-3), Japan Open 2014 2T                                         |
| Grigor Dimitrov       | 8               | 5        | 1        | 4         | 20%    | Perso (6-77-9, 2-6), Brisbane International 2017 SF                          |
| Nicolás Almagro       | 9               | 2        | 2        | 0         | 100%   | Vinto (6-3, 6-3), Barcelona Open 2012 3T                                     |
| John Isner            | 9               | 4        | 1        | 3         | 25%    | Vinto (7–6(5), 7–6(5)), Cincinnati Masters 2016 2T                           |
| Kevin Anderson        | 10              | 2        | 1        | 1         | 50%    | Perso (5-7, 6(4)–7, 3-6), Open di francia 2013 3T                            |
| Arnaud Clément        | 10              | 1        | 1        | 0         | 100%   | Vinto (7–6(7), 6-2), Miami Masters 2012 2T                                   |
| David Goffin          | 10              | 4        | 2        | 2         | 50%    | Perso (4-6, 2-6), Madrid Open 2017 3T                                        |
| Ernests Gulbis        | 10              | 4        | 4        | 0         | 100%   | Vinto (7–6(3), 4-6, 6-4), Canadian Open 2013 QF                              |
| Juan Mónaco           | 10              | 3        | 1        | 2         | 33.33% | Vinto (6-3, 6-4), Madrid Open 2015 2T                                        |
| Alexander Zverev      | 10              | 2        | 1        | 1         | 50%    | Vinto (4-6, 7-5, 4-6, 7-5, 6-1), Wimbledon 2017 4T                           |
| Totale                | Totale          | 164      | 82       | 82        | 50%    | * Statistiche aggiornate al 12 luglio 2017.                                  |

### Vittorie contro giocatori top 10
- Aggiornate all'8 agosto 2023

| Stagione | 2008 | 2009 | 2010 | 2011 | 2012 | 2013 | 2014 | 2015 | 2016 | 2017 | 2018 | 2019 | 2020 | 2021 | 2022 | 2023 | Totale |
| Vittorie | 0    | 0    | 0    | 3    | 6    | 3    | 3    | 2    | 8    | 1    | 1    | 1    | 2    | 0    | 0    | 1    | 31     |

| 2011 |                       |    |                                       |             |    |                            |
| 1.   | Michail Južnyj        | 10 | Australian Open, Melbourne            | Cemento     | 3T | 6–4, 7–5, 4–6, 6–4         |
| 2.   | Fernando Verdasco     | 9  | Pacific Coast Championships, San Jose | Cemento (i) | F  | 7–6(6), 7–6(5)             |
| 3.   | Fernando Verdasco     | 9  | U.S. Indoor Championships, Memphis    | Cemento (i) | 1T | 6–4, 3–6, 7–6(5)           |
| 2012 |                       |    |                                       |             |    |                            |
| 4.   | Nicolás Almagro       | 10 | Maharashtra Open, Chennai             | Cemento     | SF | 6–4, 6–4                   |
| 5.   | Janko Tipsarević      | 9  | Maharashtra Open, Chennai             | Cemento     | F  | 6(4)–7, 7–6(4), 7–6(4)     |
| 6.   | Andy Murray           | 4  | Barcelona Open, Barcellona            | Terra rossa | QF | 6–4, 7–6(3)                |
| 7.   | Tomáš Berdych         | 7  | Cincinnati Open, Cincinnati           | Cemento     | 3T | 6–4, 2–6, 6–2              |
| 8.   | Janko Tipsarević      | 9  | Japan Open Championships, Tokyo       | Cemento     | QF | 6(5)–7, 6–2, 7–6(7)        |
| 9.   | Andy Murray           | 3  | Japan Open Championships, Tokyo       | Cemento     | SF | 6–3, 6(5)–7, 7–6(4)        |
| 2013 |                       |    |                                       |             |    |                            |
| 10.  | Juan Martín del Potro | 7  | Canadian Open, Montreal               | Cemento     | 3T | 7–5, 6–4                   |
| 11.  | Richard Gasquet       | 9  | Thailand Open, Bangkok                | Cemento (i) | SF | 3–6, 7–5, 6–4              |
| 12.  | Tomáš Berdych         | 6  | Thailand Open, Bangkok                | Cemento (i) | F  | 7–6(4), 6–3                |
| 2014 |                       |    |                                       |             |    |                            |
| 13.  | Andy Murray           | 6  | Indian Wells Open, Indian Wells       | Cemento     | 4T | 4–6, 7–5, 6–3              |
| 14.  | Roger Federer         | 2  | Paris Masters, Parigi                 | Cemento (i) | QF | 7–6(5), 7–5                |
| 15.  | Tomáš Berdych         | 5  | Paris Masters, Parigi                 | Cemento (i) | SF | 6–3, 3–6, 7–5              |
| 2015 |                       |    |                                       |             |    |                            |
| 16.  | Kei Nishikori         | 5  | Brisbane International, Brisbane      | Cemento     | SF | 6(4)–7, 7–6(4), 7–6(4)     |
| 17.  | Rafael Nadal          | 3  | Indian Wells Open, Indian Wells       | Cemento     | QF | 4–6, 7–6(10), 7–5          |
| 2016 |                       |    |                                       |             |    |                            |
| 18.  | Roger Federer         | 3  | Brisbane International, Brisbane      | Cemento     | F  | 6–4, 6–4                   |
| 19.  | Stan Wawrinka         | 4  | Australian Open, Melbourne            | Cemento     | 4T | 6–4, 6–3, 5–7, 4–6, 6–3    |
| 20.  | Tomáš Berdych         | 7  | Indian Wells Open, Indian Wells       | Cemento     | 4T | 6–4, 7–6(7)                |
| 21.  | Jo-Wilfried Tsonga    | 7  | Madrid Open, Madrid                   | Terra rossa | 3T | 6–4, 6–4                   |
| 22.  | Roger Federer         | 3  | Wimbledon, Londra                     | Erba        | SF | 6–3, 6(3)–7, 4–6, 7–5, 6–3 |
| 23.  | Dominic Thiem         | 9  | Cincinnati Open, Cincinnati           | Cemento     | QF | 6–3, 6–4                   |
| 24.  | Gaël Monfils          | 6  | ATP Finals, Londra                    | Cemento (i) | RR | 6–3, 6–4                   |
| 25.  | Dominic Thiem         | 9  | ATP Finals, Londra                    | Cemento (i) | RR | 7–6(5), 6–3                |
| 2017 |                       |    |                                       |             |    |                            |
| 26.  | Rafael Nadal          | 9  | Brisbane International, Brisbane      | Cemento     | QF | 4–6, 6–3, 6–4              |
| 2018 |                       |    |                                       |             |    |                            |
| 27.  | Grigor Dimitrov       | 4  | Madrid Open, Madrid                   | Terra rossa | 2T | 7–5, 3–6, 6–3              |
| 2019 |                       |    |                                       |             |    |                            |
| 28.  | Alexander Zverev      | 4  | Australian Open, Melbourne            | Cemento     | 4T | 6–1, 6–1, 7–6(5)           |
| 2020 |                       |    |                                       |             |    |                            |
| 29.  | Stefanos Tsitsipas    | 6  | Australian Open, Melbourne            | Cemento     | 3T | 7–5, 6–4, 7–6(2)           |
| 30.  | Stefanos Tsitsipas    | 6  | Cincinnati Open, Cincinnati           | Cemento     | SF | 7–6(5), 6–3                |
| 2023 |                       |    |                                       |             |    |                            |
| 31.  | Frances Tiafoe        | 10 | Canadian Open, Toronto                | Cemento     | 1T | 6(12)–7, 7–6(4), 6–3       |